# Alfredo Narciso
Alfredo Narciso, född 8 juli 1973 i Milwaukee i Wisconsin, är en amerikansk skådespelare, vars föräldrar ursprungligen kommer från Brasilien (modern) och Filippinerna (fadern). Han medverkar bland annat i TV-serier som I lagens namn (engelska: Law & Order), Law & Order: Criminal Intent, Ugly Betty, Tredje skiftet (engelska: Third Watch), Person of Interest, Blue Bloods, Unforgettable och All My Children.

## Filmografi (i urval)

### Filmer
- 2017 – The Dark Tower
- 2020 – Worth

### TV-serier
| - 2003 – I lagens namn (TV-serie) - 2005 – Tredje skiftet (TV-serie) - 2005 – Law & Order: Criminal Intent (TV-serie) - 2008 – All My Children (TV-serie) - 2009 – Ugly Betty (TV-serie) - 2011 – Unforgettable (TV-serie) - 2011 – Person of Interest (TV-serie) (även 2016) - 2012 – Blue Bloods (TV-serie) - 2013 – The Good Wife (TV-serie) - 2014 – The Blacklist (TV-serie) - 2014 – Madam Secretary (TV-serie) | - 2015 – The Following (TV-serie) - 2015 – Beauty & the Beast (TV-serie) - 2016 – House of Cards (TV-serie) - 2016 – Elementary (TV-serie) - 2016 – Homeland (TV-serie) - 2018 – Jessica Jones (TV-serie) - 2018 – Law & Order: Special Victims Unit (TV-serie) - 2018–2019 – Manifest (TV-serie) - 2019 – New Amsterdam (TV-serie) - 2019 – Ray Donovan (TV-serie) - 2022 – Sommaren jag blev vacker (TV-serie) |